# Proplatycnemis agrioides
Proplatycnemis agrioides – gatunek ważki z rodziny pióronogowatych (Platycnemididae). Endemit Komorów.